# Horner Heerstraße

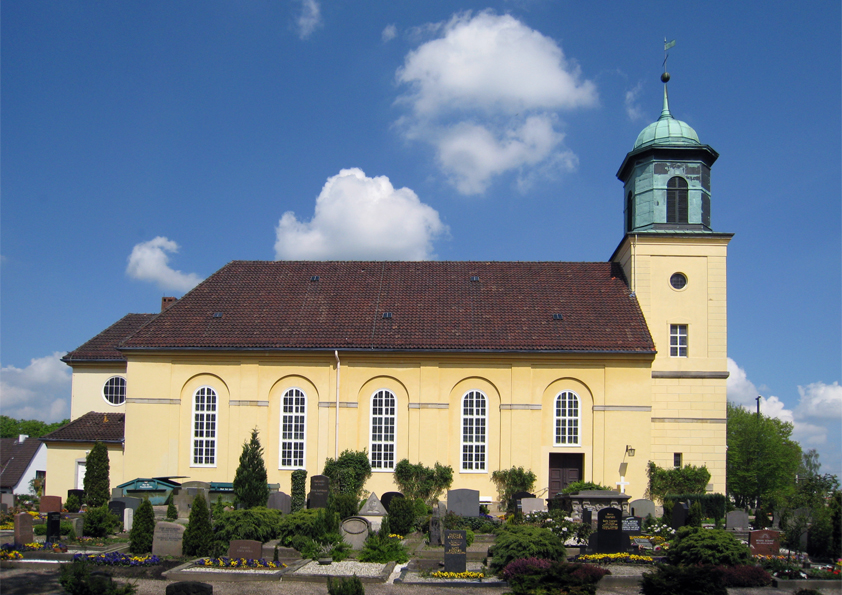
Horner Kirche

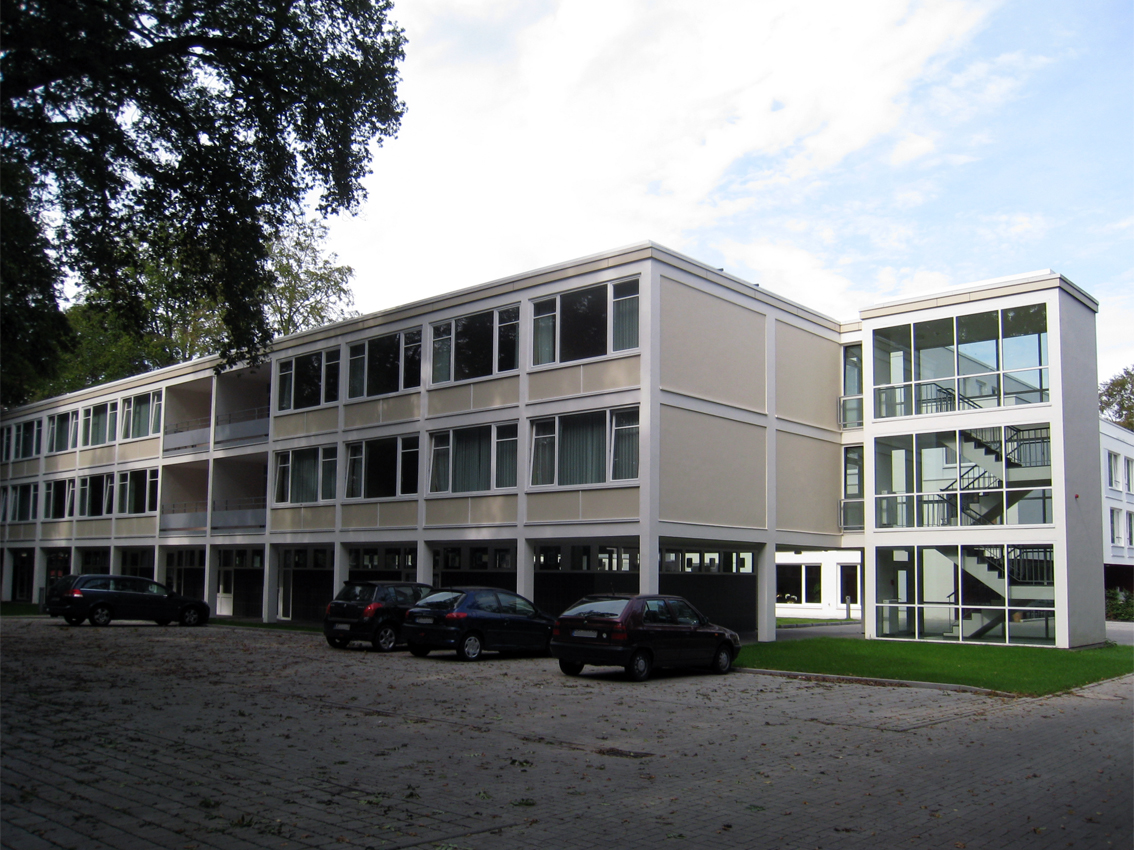
Wohnanlage des ehem. amerikanischen Generalkonsulats

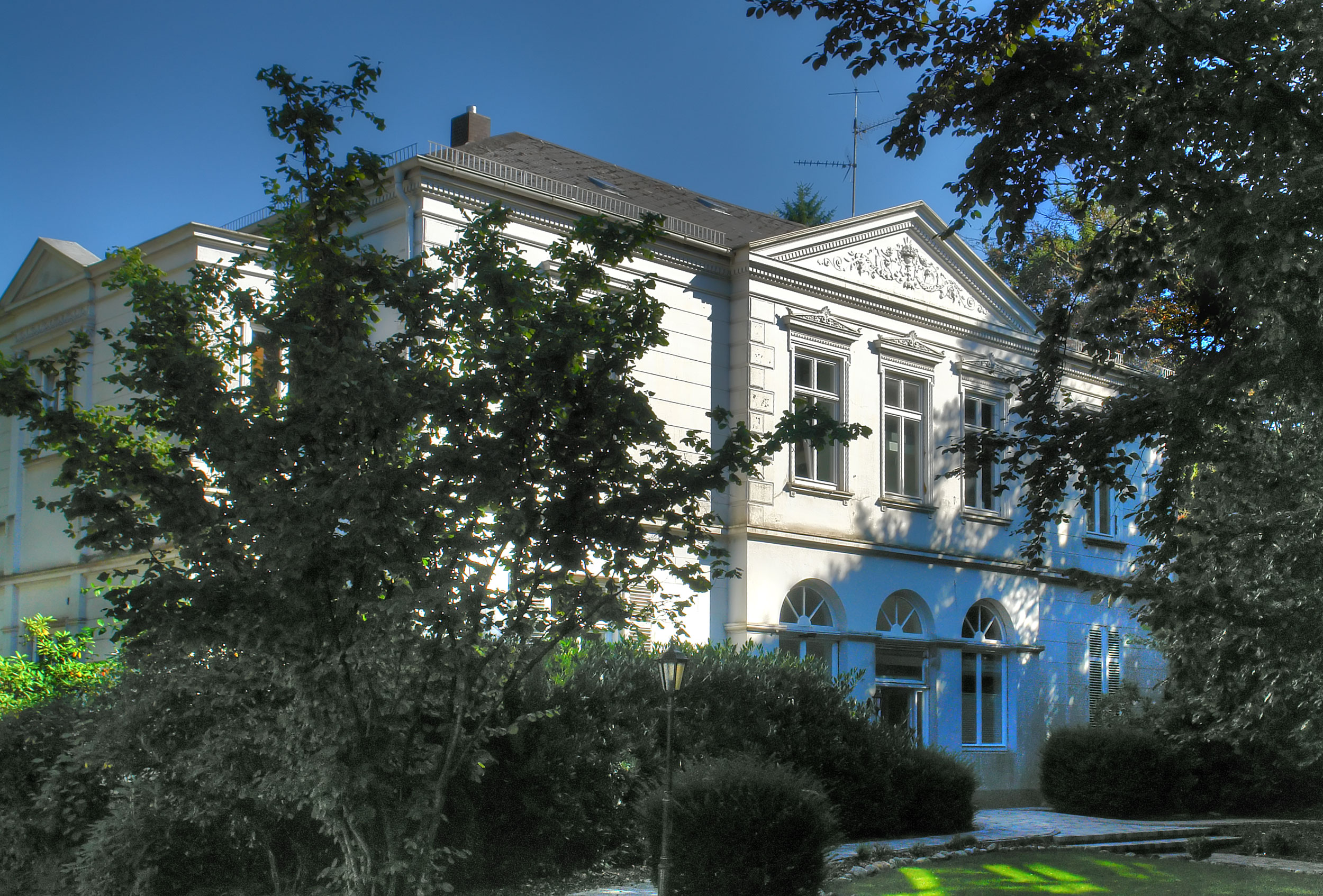
Nr. 7: Haus Meier

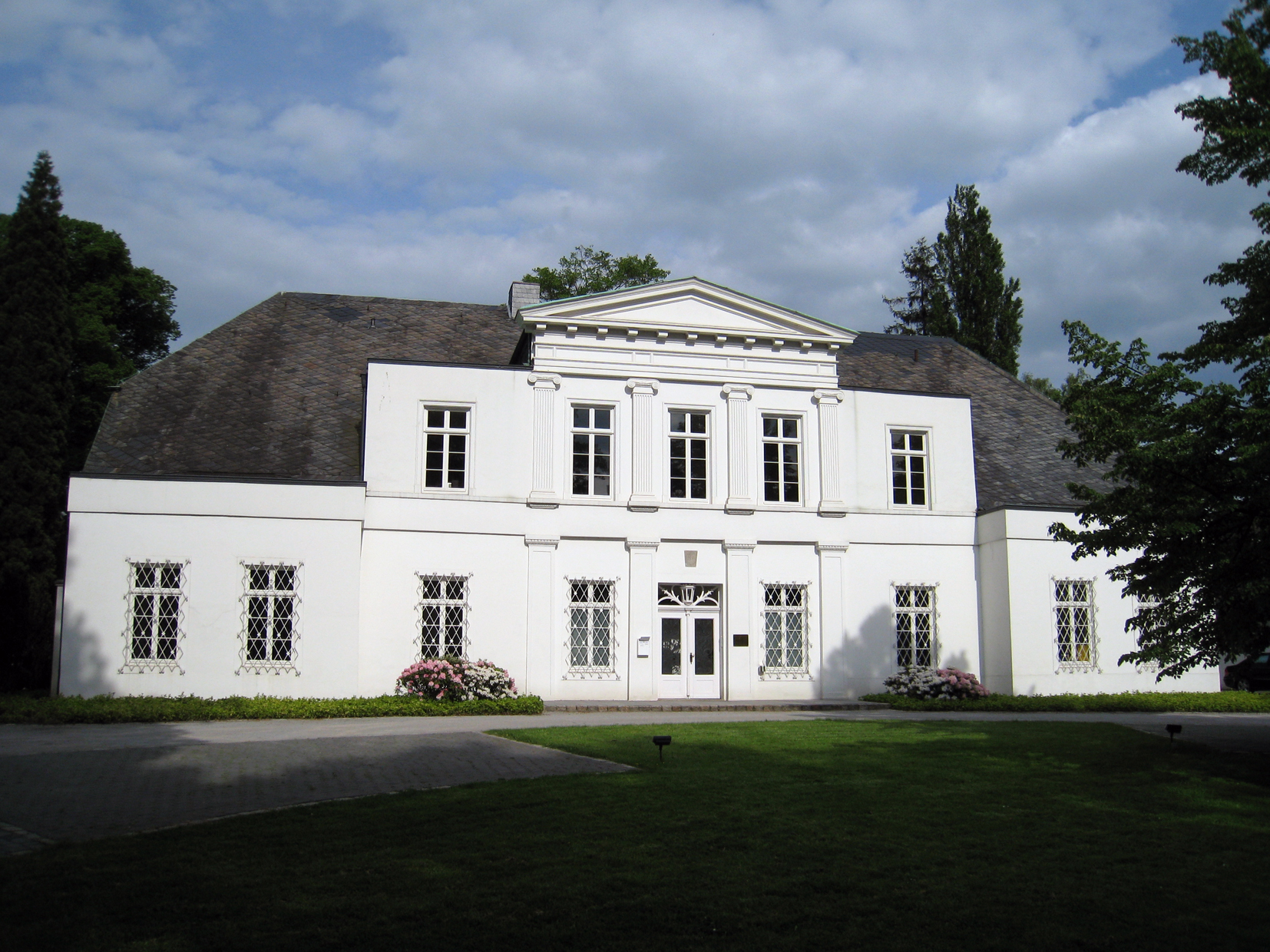
Nr. 11: Landhaus Focke-Fritze, Wohnhaus von C. Borgward in Bremen-Horn

Die Horner Heerstraße ist eine historische Straße in Nord-Süd-Richtung in Bremen im Stadtteil Horn-Lehe. Sie führt von der Schwachhauser Heerstraße bis zur Leher Heerstraße.
Die Querstraßen wurden u. a. Klattendiek nach einem Wümmedeich der Familie Klatte, Alten Eichen nach dem Landgut Alten Eichen, Riensberger Straße nach dem Ortsteil Riensberg und Berckstraße nach Hermann Berck (1740–1816), Kaufmann und Ratsherr/Senator, benannt; ansonsten siehe beim Link zu den Straßen.

## Geschichte

### Name
Die  Horner Heerstraße, früher Horner Straße, wurde nach dem Ortsteil Horn benannt, 1185 als Horne zuerst urkundlich erwähnt. Horn stammt von dem niederdeutschen Begriff für Spitze oder Sporn und war eine alte Flurbezeichnung (Auf dem Horne, Im Horne). Die Horner Kirche stand an der Spitze einer Landzunge zwischen den damals zwei Oberläufen der Kleinen Wümme.
In Bremen und Umzu wurden in der Franzosenzeit um 1812 viele Militärstraßen gebaut und 1915/16 als Heerstraße benannt. Die Horner Heerstraße trägt diesen Namen seit 1916.

### Entwicklung
Horn war als Dorf aus dem 12. Jahrhundert bekannt und gehörte noch zur Vogtei Langwedel, dann zum Goh Hollerland. Die Ecclesia sanctae crucis tom Horne (Kirche vom Heiligen Kreuz zu Horn) entstand um 1115 und 1180. Die damalige Horner Straße soll als eine Verlängerung der Vahrer Straße entstanden sein.
Bis zur Mitte des 19. Jahrhunderts wurden die Straße und die Umgebung  noch durch die Bauernhöfe und die Landgüter geprägt wie Gut zum Schorf,  Gut Landruhe und Gut Alten Eichen des Reeders Wätjen.
Von 1811 bis 1815 erhielt Horn (190 Einwohner) während der französischen Besatzung als Teil der Mairie Borgfeld erstmals kommunale Selbständigkeit.

Um 1816–1819 wurde die Horner Chaussee (ab 1916 Heerstraße) als Militärstraße gepflastert und ausgebaut.

Der Bau einer neuen, klassizistischen Horner Kirche erfolgte 1823/24. 1855 hatte Horn 805 Einwohner, heute um 4600.
1871/1888 wurden Horn und Lehe zusammengelegt.
1936/37 wurde eine Überführung der Eisenbahn über die Horner Heerstraße gebaut, die den davor ebenerdigen Bahnübergang ersetzte. Gleichzeitig wurde die Straße erneuert, von 9 auf 12,50 Meter verbreitert und es wurden Radfahrwege angelegt.
Bei den Luftangriffen auf Bremen wurden 1942 nur wenige Bereiche zerstört.
1969 erfolgte der Abriss des Depots für ein Einkaufszentrum. 1975 wurde die zweigeschossige Gaststätte St-Pauli für einen Parkplatz vor diesem Einkaufszentrum abgerissen, im selben Jahr wurde die Horner Brücke abgerissen und die Kleine Wümme darunter zugeschüttet.

### Verkehr
Ab 1876 gab es die erste Bremer Pferdebahn zwischen Herdentor (Bremen-Mitte) und Vahrster Brücke (Bgm.-Spitta-Allee); 1877 verlängert bis Horner Brücke (kleine Wümme); 1892 als erste elektrische Straßenbahn Bremens.
1972 erfolgte die Einstellung der Straßenbahnlinie 4 vom Domshof nach Horn. 1998 wurde eine neue Linie 4 eingeweiht, die bis zum Leher Kreisel (Horner Mühle) führte. Das Depot für die Pferdebahn und dann Straßenbahn und Busse wurde 1969 abgerissen und ein Supermarkt (Lestra) entstand dort durch die BSAG.
Als Straßenbahn Bremen verkehrt auf der Horner Heerstraße die Linie 4 (Arsten – Horn), die seit 2002 nach Borgfeld und seit 2014 nach Lilienthal/Falkenberg führt

Im Nahverkehr in Bremen verkehren auf der Horner Heerstraße die Buslinien 21 (Sebaldsbrück – Polizeipräsidium – Horner Kirche – Universität), 31 (Oberneuland – Horn) und 33/34 (Horn – Osterholzer Landstraße – Osterholzer Heerstraße – Sebaldsbrück).
In das Umland fahren die Buslinien 630 (nach Lilienthal, Zeven und  Heeslingen) und 670 (nach Worpswede).

## Gebäude und Anlagen
An der Straße befinden sich ein- bis dreigeschossige Gebäude, die zumeist Wohnhäuser sind und im zentralen Bereich Geschäftshäuser.
Baudenkmale
- Ecke Marcusallee/Schwachhauser Heerstraße: 1-gesch. ehemaliges, klassizistisches Teehaus (nach 1828) des Gutes Rosenthal von Jacob Ephraim Polzin
- Ecke Marcusallee 2/4: 3-gesch. Wohnanlage Marcusallee 2/4 von 1954 nach Plänen von Skidmore, Owings and Merrill (SOM) für das US-Generalkonsulat in Bremen, ab 1980er Umbauten und nach 2010 Ergänzungsbauten.
- Nr. 7: 2-gesch. klassizistisches Landhaus Meier von 1869 für Senator und Bürgermeister Johann Daniel Meier (Umbau 1884 und 1959)
- Nr. 11/13: 1-gesch. klassizistisches Borgward-Haus, früher Landgut Focke-Fritze, von 1750 für Bürgermeister Hieronymus Klugkist (1711–1773); Besitzer: ab 1773 Bürgermeister Daniel Klugkist, ab 1814 Heinrich Uhlhorn, ab 1819 Kaufmann Hermann Focke (1766–1824) und nach Plänen von Johann Georg Poppe umgebaut, ab 1824 Tochter Elisabeth Focke und deren Ehemann und Kaufmann Carl Wilhelm Fritze, ab 1921 Hansa-Lloyd-Direktor Robert Allmers mit Umbau nach Plänen von Rudolf Alexander Schröder, ab 1938 Kaufmann und Kammerpräsident August Georg Nebelthau, ab 1952 Carl F. W. Borgward und Erben, 1952/53 umgebaut, ab um 2002 Geschäftshaus mit Umbauten.
- Nr. 30: ev. Horner Kirche von 1824 als Nachfolgebau einer romanischen Dorfkirche von um 1115 und 1180.

Weitere erwähnenswerte Gebäude und Anlagen
- Nr. 4: 2-gesch. Wohnhaus von um 1900.
- Nr. 7: 2-gesch. Wohnhaus mit Walmdach und Mittelrisalit von um 1914 für Generalkonsul Michaelsen; nach 1945 Wohn- und Atelierhaus des Malers Rudolf Tewes (1879–1965).
- Nr. 14: 1-gesch. Wohnhaus aus den 1930er Jahren.
- Nr. 15: Parkweg zum Rhododendron-Park Bremen von ab 1933, zum Botanischen Garten von 1936 und zur Botanika von 2003.
- Nr. 16: früher stand hier das 2-gesch. Schloss Wätjen mit einem 4-gesch. Turm, 1873/74 nach Plänen von Johann Georg Poppe für Eduard Wätjen gebaut und 1926 abgerissen. 1925 wurde auf dem Grundstück nach Plänen von Heinrich Wilhelm Behrens und Friedrich Neumark ein 2-gesch. Haus mit Satteldach für Clewing gebaut; von 1951 bis 1956 war es der Polizeiposten Horn, heute Wohnhaus.
- Nr. 17: 3-gesch. Grundschule an der Horner Heerstraße; 1905 als Mädchenwaisenhaus nach Plänen von Eduard Gildemeister und Schinkel gebaut, ab 1928 Schule mit Sporthalle.
- Nr. 19: 2-gesch. ehem. Wohnhaus von 1870 mit Mezzaningeschoss für den Ratsapotheker Carl Bernhard Keyser gebaut, ab 1928 Stiftung Mädchenwaisenhaus, heute auch Kindergarten Murmel und Sitz der Stiftung Alten Eichen von 1596, die älteste Jugendhilfeeinrichtung Deutschlands.
- Nr. 21: 2-gesch. Kinderheim Alten Eichen, 1914 erbaut nach Plänen von Alfred Runge und Eduard Scotland für den Kaufmann E.J. Vaßmer, 1962 Kinderheim.
- Nr. 23: 2-gesch. Wohnhaus von 1913 mit Walmdach; in den 1930er Jahren mit der Dienstwohnung der kommandieren Generale der 22. Infanterie-Division (Wehrmacht), u. a. Wilhelm Keitel, Adolf Strauß und Hans von Sponeck.
- Nr. 26/28: 1884 Landgut  Oelrichs, dann Sommerwohnhaus, 1930er Jahre Haus der NS-Volkswohlfahrt, um 1958 abgerissen.
- Nr. 32: 1.gesch., 1942 zerstörte Gaststätte Bremer, Haus von 1884.
- Nr. 31: Parkplatz, zuvor 2-gesch. Gaststätte St-Pauli mit zeitweise dem Lichtspieltheater Camera, 1947 bis 1949/50 auch Funktheater als Vorläufer von Radio Bremen, 1975 abgerissen.
- Nr. 29/35: 4-gesch. Einkaufszentrum mit der Horner Apotheke, zuvor (1877 bis 1969) Straßenbahn- bzw. Busdepot.
- Berckstr. Nr. 10: war bis 2014 Sitz des Ortsamtes Horn-Lehe, das zur Leher Heerstraße 105–107 umzog, heute Kita Berckstraße.

Denkmale, Gedenktafeln
- Stolpersteine für die Opfer des Nationalsozialismus gemäß der Liste der Stolpersteine in Bremen:
  - Horner Heerstraße/Ecke Riensberger Straße: für Friedrich Klausen (* 1905), 1943 ermordet
  - Nr. 23: für Hans von Sponeck (1888–1945), 2015 wurde der Stein entfernt